# Ernest Warburton
Ernest Warburton (* 10. Juni 1937 in Irlam; † 7. August 2001 in London) war ein britischer Musikwissenschaftler.

## Leben
Warburton wurde 1967 Mitarbeiter des BBC in Manchester, wo er eng mit dem BBC Philharmonic Orchestra arbeitete. 1973 ernannte er Raymond Leppard zum Chefdirigenten des Orchesters. Für das Radio produzierte Warburton viele selten gespielte Opern, darunter Giacomo Puccinis Le Villi, Carl Nielsens Maskarade, Richard Wagners Die Feen sowie Friedenstag von Richard Strauss.
1977 wurde er in London Leiter des Musikprogramms von BBC Radio, 1986 wechselte er zum BBC World Service. Er setzte sich 1995 zur Ruhe.
Sein lebenslanger Einsatz für das Werk Johann Christian Bachs bleibt größtes Verdienst; die Noten für die von ihm herausgegebene 48-bändige Gesamtausgabe schrieb er zum Großteil von Hand.

## Werke
- The Collected Works of Johann Christian Bach (48 Bde.), New York, 1984–1999